# Владивостокская почтово-телеграфная контора
Владивостокская почтово-телеграфная контора — здание почтово-телеграфной конторы во Владивостоке. Построено в 1897—1899 годах по проекту архитектора Александра Гвоздзиовского. Историческое здание на Светланской, 41 сегодня является объектом культурного наследия Российской Федерации.

## История
На рубеже XIX — XX веков во Владивостоке обозначилась проблема организации почтового сообщения города. Конец XIX века был временем, когда доставка писем и газет в города Дальнего Востока растягивалась на месяцы. В 1862 году было налажено почтовое сообщение между Владивостоком и Хабаровском. Летом письма отправлялись два раза в месяц, зимой — один раз. Проблему коммуникации не решило даже появление Добровольного флота, направлявшего суда из Одессы во Владивосток, связывая Дальний Восток с европейской Россией. Газета «Кронштадтский вестник» писала о таком типичном для того времени явлении, как «почтостояние» — зависимости доставки почты от времени года: весной и осенью доставка растягивалась по времени и жителям приходилось довольствоваться газетами и книгами полугодичной давности.
В 1885 году был выстроен небольшой деревянный почтовый домик на Андреевской сопке, которую позже стали именовать Почтовой. По всему Владивостоку стали появляться почтовые ящики, письма из которых вынимались дважды в день. К 1895 году почтовый домик обветшал, так что зимой 1896 года Городская Управа приняла решение о возведение нового здания почтамта. Проект нового здания поручили разработать областному архитектору Александру Гвоздзиовскому. Строительство велось с 1897 по 1899 годы.  
В 1905 году в здании был сформирован первый профсоюз во Владивостоке, была проведена забастовка почтово-телеграфных служащих Владивостока в поддержку такой же, только Всероссийской, забастовки почтово-телеграфных служб. Сегодня в здании располагается отделение Почты России.

## Архитектура
Считается одним из красивейших строений центральной части Владивостока. Здание трёхэтажное кирпичное, прямоугольное в плане. Главный фасад разделён трёхчастным членением на центральный объём и два неглубоких ризалита. Построено в русском стиле: в оформлении фасадов, в характере отделки, в форме крыш использованы мотивы русской архитектуры XVII века, с характерным сочетанием кирпичной кладки из красного кирпича и белокаменных элементов в обрамлении окон, кокошников, архитектурных поясов. Нижний этаж здания массивный, прямоугольные и лучковые окна окантованы в рамку. На уровне второго и третьего этажей фасады насыщены декором в виде широких архивольтов, дойных узких полуколонн, аркатурных поясов из арок килевидного очертания. По центральной оси и над ризалитами стены завершены килевидными кокошниками.            